# 러브홀릭스
러브홀릭스(영어: Loveholics - ‘사랑 중독자들’[*])는 강현민, 이재학으로 구성된 대한민국의 모던 록 밴드다. 여성 보컬이 부르는 달콤하고 모던한 음악이 특징이며, 다양한 영화, 드라마, 광고 등에서 음악이 사용돼 인기를 얻었다. 유재하 음악경연대회 출신으로 일기예보에서 활동을 했었던 강현민과 뉴 푸른하늘 등을 거친 이재학이 2002년 러브홀릭이란 이름으로 결성했다. 오디션을 통해 뽑은 지선을 영입하여 2003년 1집을 발표했고 이듬해에 2집을 발표하였으며, 2006년 3집 발표 이후 그 해 10월 ‘Thanks 콘서트’를 가진 후 보컬을 맡고 있던 지선은 탈퇴하였다.
보컬 지선의 탈퇴 이후 2008년 11월 25일부터 러브홀릭스라는 새 이름으로 리더 강현민과 베이시스트 이재학이 토이, 015B와 유사한 객원보컬과 함께 작업하는 형식으로 팀을 이루기 시작했으며, 그해 12월 11일 디지털 싱글 Butterfly를 발매하였다. 이 곡은 영화 《국가대표》의 주제곡으로 큰 인기를 얻었다. 2009년 9월 10일, 무려 16명의 객원 보컬이 참여한 첫 번째 정규 음반이자 마지막 음반인 《In the Air》를 발매하였으나 그 이후 활동이 전무하였다가 2012년 9월 24일 강현민이 소속사와 계약이 만료되면서 결성 10년 만에 사실상 해체하였다.

## 음반

### 디지털 싱글
1. Butterfly (2008년)
2. MIRACLE BLUE (2009년 5월 19일) 객원 보컬: 신민아

### 정규 음반
- 1집 《Florist》 - 2003년 4월 25일 (리패키지 앨범 《[RE:ALL] F.L.O.R.I.S.T》 - 같은 해 10월 11일)

1. Easy Come Easy Go
2. Loveholic
3. Rainy Day
4. 슈퍼스타
5. 기분이 좋아
6. 슬픈 영화
7. 녹슨 열쇠
8. 놀러와
9. Dream
10. 리버풀 키드의 생애
11. 다시 피운 꽃
12. Sad Story
13. 너의 앞길에 햇살만 가득하길

- 2집 《Invisible Things》 - 2004년 8월 26일

1. Magic
2. Sky
3. Want you hear
4. Blue 923
5. Bless you
6. Kiss me, hold me
7. 동화처럼
8. Sunglass
9. 너는..
10. Sylvia
11. Hyri-rumaya
12. Crazy
13. My dear..
14. Good night (PC only bonus track)

- 3집 《Nice Dream》 - 2006년 4월 13일

1. 일요일 맑음
2. 차라의 숲
3. 화분
4. 나의 태양은 지고..
5. One Love
6. TV
7. Leave me
8. 달의 축제
9. 신기루
10. 그대만 있다면
11. Run
12. 녹색 소파
13. 인어. 세상을 걷다

- 스페셜 앨범 《RE-WIND》 - 2006년 11월 21일

1. 오 그대는 아름다운 여인
2. 바람아 멈추어다오 (이지연 원곡)
3. 늘 (강현민 원곡)
4. 정원
5. 안녕하세요 (삐삐밴드 원곡)
6. 기분 좋은 날 (김완선 원곡)
7. 가리워진 길 (유재하 원곡)
8. 처음 느낌 그대로 (이소라 원곡)
9. 출발 (어떤날 원곡)
10. Happy X-Mas (War Is Over)
11. 인형의 꿈 (Bonus Track) (일기예보 원곡)

- 《Dramatic & Cinematic》 - 2008년 3월 11일

Dramatic - CD1
1. 메아리
2. 사랑하니까
3. 화분
4. One Love
5. Bless you
6. 인형의 꿈 (일기예보 원곡)
7. 그대만 있다면
8. 슬픈 영화
9. 이별 못한 이별
10. 우리 사랑하지만
11. 두손을
12. Dream
13. 그대는

Cinematic - CD2
1. 정원
2. Sylvia
3. 신기루
4. Want you hear
5. 일요일 맑음
6. 슈퍼스타
7. Rainy day
8. 너는...
9. 외출
10. 혼자 가지마
11. 놀러와
12. 마리아(live ver.)

#### 러브홀릭스
1. In the Air (2009년 9월 10일)

## 수상경력
- 2004년 제1회 한국대중음악상 올해의 노래 〈Loveholic〉
- 2006년 12월 SBS 가요대전 록부문상